# Správní obvod obce s rozšířenou působností Svitavy
Správní obvod obce s rozšířenou působností Svitavy je od 1. ledna 2003 jedním ze čtyř správních obvodů rozšířené působnosti obcí v okrese Svitavy v Pardubickém kraji. Čítá 28 obcí.
Město Svitavy je zároveň obcí s pověřeným obecním úřadem, přičemž oba správní obvody jsou územně totožné.

## Seznam obcí
Poznámka: Města jsou vyznačena tučně, městyse kurzívou.
- Banín
- Bělá nad Svitavou
- Bohuňov
- Brněnec
- Březová nad Svitavou
- Dětřichov
- Hradec nad Svitavou
- Chrastavec
- Javorník
- Kamenná Horka
- Karle
- Koclířov
- Kukle
- Lavičné
- Mikuleč
- Opatov
- Opatovec
- Pohledy
- Radiměř
- Rohozná
- Rozhraní
- Rudná
- Sklené
- Svitavy
- Študlov
- Vendolí
- Vítějeves
- Želivsko

## Obyvatelstvo
| Rok  | Obyv.  | ± %    |
| ---- | ------ | ------ |
| 1869 | 38 740 | —      |
| 1880 | 41 024 | +5,9 % |
| 1890 | 43 502 | +6 %   |
| 1900 | 46 089 | +5,9 % |
| 1910 | 47 610 | +3,3 % |

| Rok  | Obyv.  | ± %     |
| ---- | ------ | ------- |
| 1921 | 43 723 | −8,2 %  |
| 1930 | 44 592 | +2 %    |
| 1950 | 30 866 | −30,8 % |
| 1961 | 32 498 | +5,3 %  |
| 1970 | 31 696 | −2,5 %  |

| Rok  | Obyv.  | ± %    |
| ---- | ------ | ------ |
| 1980 | 32 498 | +2,5 % |
| 1991 | 31 958 | −1,7 % |
| 2001 | 31 844 | −0,4 % |
| 2011 | 31 075 | −2,4 % |
| 2021 | 30 246 | −2,7 % |